# Saprinus vatovai
Saprinus vatovai är en skalbaggsart som beskrevs av G. Müller 1944. Saprinus vatovai ingår i släktet Saprinus och familjen stumpbaggar. Inga underarter finns listade i Catalogue of Life.